# Tierfreund
Tierfreund ist eine deutsche Kinder- und Jugendzeitschrift, die von dem zur französischen Bayard-Gruppe gehörenden Johann Michael Sailer Verlag in Nürnberg in Zusammenarbeit mit dem Deutschen Tierschutzbund herausgegeben wird. Tierfreund richtet sich an Mädchen und Jungen im Alter von acht bis dreizehn Jahren mit den Interessengebieten Wild- und Heimtiere, Natur, Naturwissenschaft sowie Umweltschutz.

## Überblick
Tierfreund gibt es nur im Abonnement, die Zeitschrift wird nicht am Kiosk verkauft und erscheint monatlich mit einer verkauften Auflage von ca. 95.000 Exemplaren. Sie gilt als „pädagogisch wertvoll“ und wird von Kultusministerien und der Stiftung Lesen empfohlen. Chefredakteurin ist Antonia Schmid (Stand 2024).

## Geschichte

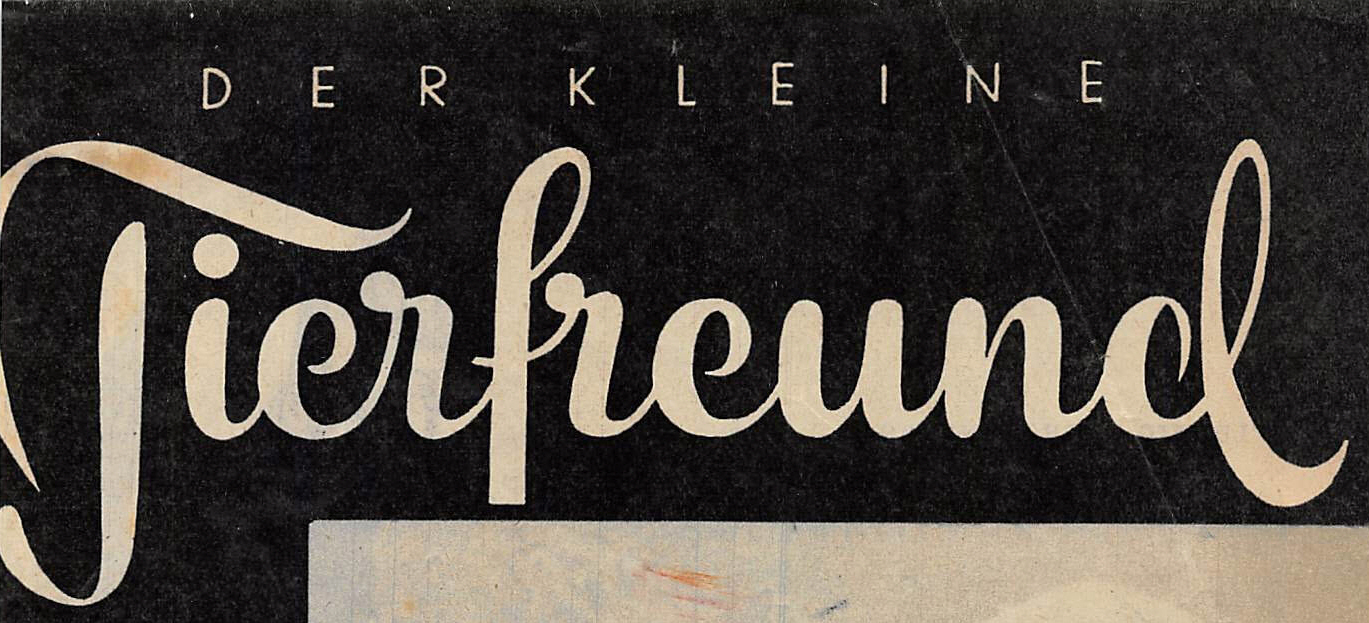
Logo der Zeitschrift ab 1949

Die Erstausgabe erschien im Juli 1949 und sodann monatlich. Die ca. 24 Seiten umfassende Zeitschrift beinhaltete zahlreiche Schwarzweiß-Fotografien. Die mehrseitigen Aufsätze verschiedener Autoren beschrieben in Erzählweise heimische wie exotische Tier- und Pflanzenarten. Zunächst wurde das Periodikum vom Frankfurter Helios-Kunstverlag herausgegeben. Bis zum Ende des Jahres 1976 hieß die Zeitschrift Der kleine Tierfreund und richtete sich an die Schuljugend als Tierschützer und Waldläufer. Ab Januar 1977 erschien sie unter dem Namen Tierfreund. Dem Tierfreund wurde 1978 für jüngere Kinder die Zeitschrift Bimbo – im Jahre 2019 in Wapiti umbenannt – beigestellt.
Prägender Redakteur und Autor der frühen Jahre war Christian Mühlner (1916–2008). Er trug mehrseitige Tiergeschichten zu den Heften bei, die z. T. in den 1980er Jahren nachgedruckt wurden.
Die Zeitschrift Tierfreund ist ein Klassiker unter den deutschen Schülerzeitschriften und stand lange Zeit unter dem Motto Natur erleben – verstehen – schützen, später kurz: Tierfreund – das junge Wissensmagazin.

## Inhalte
In der Regel gliedert sich der Tierfreund in folgende Themenschwerpunkte:
- Tiere und Natur: Reportagen zeigen heimische und internationale Naturräume, jeweils ein Tier wird dabei in einem Porträt dargestellt.
- Abenteuer Wissen informiert über naturwissenschaftliche Themen, auch mit Experimenten.
- Aktiv und kreativ informiert über Themen rund um den Globus. Die Leser können sich in Aktionen engagieren, bekommen Diskussionsanregungen und Tipps zum Nachmachen.
- Heimtiere und Unterhaltung vermittelt Informationen zu Fragen der Heimtier-Haltung.
- Ergänzt wird das Angebot durch tierische Comics, Witze, Rätsel, Wissenstests und ein XXL-Poster.